# Ірсеть
Ірсе́ть (рос. Ирсеть, ерз. Ирсеть) — село у складі Старошайговського району Мордовії, Росія. Входить до складу Новофедоровського сільського поселення.
Населення — 56 осіб (2010; 82 у 2002).
Національний склад (станом на 2002 рік):
- росіяни — 82 %